# Paraprotus quadripunctatus
Paraprotus quadripunctatus is een hooiwagen uit de familie Cosmetidae.